# 秘密の静寂
「秘密の静寂」（ひみつのせいじゃく）は、山田タマルの2枚目のシングル。

## 解説
2006年9月20日にBMG JAPANよりリリースされた。
ジャケット写真にカメラマンのハービー・山口を起用し、前作「My Brand New Eden」とは対照的にビジュアル面を前面に押した作品となっている。しかし、売り上げ面では前作よりも急落してしまった。
タイトル曲「秘密の静寂」は、19歳頃に既に書き上げていたという詞に音楽プロデューサーの橋本竜樹が曲をつけたものである。
カップリングにはインディーズ時代に発表した「恋の景色」がリアレンジして再録されている。また、「My Brand New Eden」の英語バージョンも収録されている。

## 収録曲
1. 秘密の静寂
2. 恋の景色
  - テレビ東京系アニメ『スパイダーライダーズ 〜オラクルの勇者たち〜』エンディングテーマ
3. My Brand New Eden (English Version)